# Paul Piaget (Ruderer)
Paul Piaget (* 1905; † unbekannt) war ein Schweizer Steuermann im Rudern.

## Biografie
Paul Piaget gewann als Steuermann von Édouard Candeveau und Alfred Felber bei den Olympischen Sommerspielen 1920 in Antwerpen in der Regatta mit dem Zweier mit Steuermann die Bronzemedaille. Wenige Wochen zuvor hatte das Trio bereits bei den Europameisterschaften in Mâcon Silber gewonnen.